# Stanislav Lusk
Stanislav Lusk (Třeboň, 12 novembre 1931 – Praga, 6 maggio 1987) è stato un canottiere cecoslovacco.

## Palmarès

### Olimpiadi
- Oro a Helsinki 1952 nel quattro con.
- Bronzo a Roma 1960 nell'otto.